# Huld (distrikt i Mongoliet)
Huld (mongoliska: Хулд Сум, Хулд, Huld Sum) är ett distrikt i Mongoliet.   Det ligger i provinsen Dundgobi, i den centrala delen av landet, 300 km söder om huvudstaden Ulaanbaatar.